# Chris Sparling
Chris Sparling (Providence, 21 marzo 1977) è uno sceneggiatore, regista, produttore cinematografico e attore statunitense.

## Biografia
Dopo aver scritto, diretto e interpretato diversi film indipendenti a basso budget, Sparling conosce il successo grazie alla sceneggiatura del film Buried - Sepolto, diretto dal regista spagnolo Rodrigo Cortés e unicamente interpretato dall'attore statunitense Ryan Reynolds. Il film è stato presentato in anteprima nel 2010 al Sundance Film Festival, in seguito è stato presentato in numerosi festival cinematografici internazionali, cui Toronto International Film Festival, Festival del cinema americano di Deauville e Festival internazionale del cinema di San Sebastián.
Sparling stato premiato per la miglior sceneggiatura originale ai National Board of Review Awards 2010 per Buried - Sepolto e il film è stato selezionato tra i 10 migliori film indipendenti del 2010. Ha anche vinto un premio Goya nel 2011 per la miglior sceneggiatura originale.
Nel 2012 viene distribuito il film thriller ATM - Trappola mortale, basato su una sua sceneggiatura originale. Nel novembre 2014 la rivista Variety nomina Sparling tra i "10 sceneggiatori da tenere d'occhio".
Nel 2015 dirige, scrive, produce e interpreta il lungometraggio thriller/horror The Atticus Institute. Sempre nel 2015 è autore della sceneggiatura di La foresta dei sogni, film diretto da Gus Van Sant che verrà presentato in concorso al Festival di Cannes 2015.
È sposato con Kerri Morrone Sparling, autrice del blog per diabetici Six Until Me Archiviato il 6 maggio 2015 in Internet Archive..

## Filmografia

### Sceneggiatore
- An Uzi at the Alamo, regia di Raymond Lepre e Chris Sparling (2005)
- Balance, regia di Chris Sparling (2007) - cortometraggio
- Buried - Sepolto (Buried), regia di Rodrigo Cortés (2010)
- ATM - Trappola mortale (ATM), regia di David Brooks (2012)
- The Atticus Institute, regia di Chris Sparling (2015)
- La foresta dei sogni (The Sea of Trees), regia di Gus Van Sant (2015)
- Mercy, regia di Chris Sparling (2016)
- L'avvertimento (El aviso), regia di Daniel Calparsoro (2018)
- Dark Hall (Down a Dark Hall), regia di Rodrigo Cortés (2018)
- Greenland, regia di Ric Roman Waugh  (2020)
- Intrusion, regia di Adam Salky (2021)

### Regista
- An Uzi at the Alamo, co-diretto con Raymond Lepre (2005)
- Balance(2007) - cortometraggio
- The Atticus Institute (2015)
- Mercy (2016)

### Produttore
- An Uzi at the Alamo, regia di Raymond Lepre e Chris Sparling (2005)
- Balance, regia di Chris Sparling (2007) - cortometraggio
- One Fast Move or I'm Gone: Kerouac's Big Sur, regia di Curt Worden (2008) - documentario
- The Atticus Institute, regia di Chris Sparling (2015)
- La foresta dei sogni (The Sea of Trees), regia di Gus Van Sant (2015)
- Corsa contro il tempo - The Desperate Hour, regia di Phillip Noyce (2021)

### Attore
- An Uzi at the Alamo, regia di Raymond Lepre e Chris Sparling (2005)
- Balance, regia di Chris Sparling (2007) - cortometraggio
- It's All a Game, regia di Stan Harrington (2008) - cortometraggio
- The Atticus Institute, regia di Chris Sparling (2015)

## Riconoscimenti
- 2010 – National Board of Review
  - Miglior sceneggiatura originale per Buried – Sepolto
- 2011 – Premio Goya
  - Miglior sceneggiatura originale per Buried – Sepolto